# 林森車站
林森車站是臺灣鐵路管理局配合臺南市區鐵路地下化計畫及臺鐵捷運化政策所增設新建的鐵路車站，站址的鐵路東側位於竹篙厝四期重劃區內、鐵路西側為大林聚落。

## 車站位置
- 《臺鐵兼具都會區捷運功能暨增設通勤車站評估規劃》原先建議於臺南保安間增設文化中心(355.7K ~ 356.8K)、臺南航空站(358.1K ~ 359.2K)兩站。唯後續鐵路地下化案中，將文化中心站南移至南臺南站址、新設林森站以及取消臺南航空站。
- 規劃時因於林森路地下道附近設站而暫名，後規劃站體位於地下道南方400米的國立台南大學榮譽校區北側的預留空地。

## 營運狀況
本站在啟用後定為簡易站，主要停靠區間車

## 車站構造
配合臺南市區鐵路地下化計畫及臺鐵捷運化政策，所增設新建的地下車站。

### 月臺配置[2]
| 1 | 1 | █ 西部幹線（下行） | 往 高雄、屏東、潮州、枋寮 方向 |
| 2 | 2 | █ 西部幹線（上行） | 往 臺南、善化、嘉義、后里 方向 |

| 軌道 配置 | 側式月台 | 側式月台                                         |
| 軌道 配置 | 1月臺    | 臺鐵縱貫線 往高雄、屏東、潮州方向（南臺南車站）→ |
| 軌道 配置 | 2月臺    | ←臺鐵縱貫線 往臺南、嘉義、彰化方向（臺南車站）   |
| 軌道 配置 | 側式月台 |                                                  |

## 車站歷史

### 預定時程
預計2026年啟用。

## 車站周邊
本站被竹溪圍繞，唯鐵道以東之竹溪已地下箱涵化。以西的竹溪則部分保留未開發前原始林相樣，市府規劃「哈赫拿爾森林」予以保存。

### 鐵路東側
- 國立臺南大學榮譽校區
- 大同國小
- 臺南榮譽國民之家
- 大東夜市
- 臺南文化中心
- 巴克禮紀念公園
- 台南監理站
- 德光高中
- 附近曾設有糖鐵關廟線之德光車站

### 鐵路西側
- 大林國宅
- 忠孝新村（大林平價住宅，已於2018年拆除）
- 台南市體育公園